# انستروم تی‌اچ ۱۸۰
انستروم تی‌اچ ۱۸۰ (به انگلیسی: Enstrom TH180) یک بالگرد سبُک آموزشی تک‌موتوره پیستونی و دوسرنشین محصول شرکت انستروم آمریکاست. این بالگرد دارای سه ملخ است و یک ارتقاء بر پایهٔ انستروم اف ۲۸ به حساب می‌آید.

## مشخصات
داده‌ها از AOPA
ویژگی‌های عمومی
- خدمه: ۲
- وزن ناخالص: ۲٬۲۵۰ پوند (۱٬۰۲۱ کیلوگرم)
- ظرفیت سوخت: ۴۰
- پیشرانه: ۱ عدد موتور پیستونی افقی هواخنک Lycoming HIO-390, ۲۱۰ اسب بخار (۱۶۰ کیلووات)

عملکرد